# Бредене-Коксейде Классик 2025
14-й выпуск  Бредене-Коксейде Классик — шоссейной однодневной велогонки по дорогам в бельгийского региона Фландрия. Гонка прошла 21 марта 2025 года в рамках ПроСерии UCI 2025 (категория 1.Pro). Победу одержал бельгийский велогонщик Эдвард Тёнс.

## Участники
В гонке приняло участие 23 команды.
| UCI WorldTeams (10)- Alpecin-Deceuninck - Intermarché-Wanty - XDS Astana Team - Team Picnic-PostNL - Lidl-Trek - Team Jayco AlUla - UAE Team Emirates XRG - Soudal Quick-Step - Arkéa-B&B Hotels - Cofidis UCI ProTeams (11)- Wagner Bazin WB - VF Group-Bardiani CSF-Faizanè - Team Novo Nordisk - Team Flanders-Baloise - Euskaltel-Euskadi - Team TotalEnergies - Tudor Pro Cycling Team - Q36.5 Pro Cycling Team - Uno-X Mobility - Lotto - Israel-Premier Tech UCI Continental Teams (2)- Tarteletto-Isorex - Volkerwessels Cycling Team |
| |

## Маршрут
Гонка вновь была ориентированная на скорость и сохранила маршрут прошлых лет. Его протяженность составила 200,9 километра, и он объединял два знаковых места, названных в честь гонки. Два подъёма — Банеберге и Кеммельберге, повторились дважды, перед тем как въехать на заключительный участок, который был пройден трижды. Гонщики также проехали мимо де Моерена — длинной прямой, особенно подверженной боковому ветру. Этот фактор, наряду с узкими дорогами и различными изменениями направления, мог стать решающим в последние 40 километров.

## Ход гонки
Как и ожидалось, победитель был определен в массовом спринте. Однако слияние между отрывом и основной группой произошло только на последнем повороте. На холмистых участках сильная группа оторвалась от остальных на несколько секунд. Многие команды выставили на первый план таких спортсменов, как Флориан Вермерш, Эдвард Тёнс, Люк Ламперти, Алек Сегерт и Нильс Экхофф. Хотя ветер был не таким сильным, как ожидалось, только несколько гонщиков смоги присоединится к отрыву. Пелотон усил работу, но на заключительном этапе в Коксайде это было непросто. После 100-километровой гонки преследования пелотон всё еще был догоняющим. Когда пелотон нагнал отрыв на последнем повороте, Тёнс уже начал свой спринт в 250 метрах от финиша. Ламперти и Экхофф попытались догнать его, но не смогли. Сильный рывок Тёнса стал возможен благодаря тщательной подготовительной работе его молодого товарища по команде Якоба Седерквиста, что в итоге позволило Тёнсу стать первым.

## Результаты
| \| Генеральная классификация \| Генеральная классификация \| Генеральная классификация \| Генеральная классификация \| Генеральная классификация \| \| Гонщик \| Гонщик \| Команда \| Время \| \| \| ------------------------- \| ------------------------- \| ------------------------- \| ------------------------- \| ------------------------- \| \| 1-й \| Эдвард Тёнс \| Lidl-Trek \| 4ч 15' 50 \| \| \| 2-й \| Люк Ламперти \| Soudal Quick-Step \| + 0 \| \| \| 3-й \| Нильс Экхофф \| Team Picnic-PostNL \| + 0 \| \| \| 4-й \| Итан Вернон \| Israel-Premier Tech \| + 0 \| \| \| 5-й \| Вито Брает \| Intermarché-Wanty \| + 0 \| \| \| 6-й \| Флориан Вермеерш \| UAE Team Emirates XRG \| + 0 \| \| \| 7-й \| Робб Гиз \| Alpecin-Deceuninck \| + 0 \| \| \| 8-й \| Стиан Фредхейм \| Uno-X Mobility \| + 0 \| \| \| 9-й \| Милан Фретин \| Cofidis \| + 0 \| \| \| 10-й \| Alessandro Romele \| XDS Astana Team \| + 0 \| \| |                   |                       |           |
| |                   |                       |           |
| |                   |                       |           |
| Генеральная классификация |                   |                       |           |
| Гонщик | Гонщик            | Команда               | Время     |
| 1-й | Эдвард Тёнс       | Lidl-Trek             | 4ч 15' 50 |
| 2-й | Люк Ламперти      | Soudal Quick-Step     | + 0       |
| 3-й | Нильс Экхофф      | Team Picnic-PostNL    | + 0       |
| 4-й | Итан Вернон       | Israel-Premier Tech   | + 0       |
| 5-й | Вито Брает        | Intermarché-Wanty     | + 0       |
| 6-й | Флориан Вермеерш  | UAE Team Emirates XRG | + 0       |
| 7-й | Робб Гиз          | Alpecin-Deceuninck    | + 0       |
| 8-й | Стиан Фредхейм    | Uno-X Mobility        | + 0       |
| 9-й | Милан Фретин      | Cofidis               | + 0       |
| 10-й | Alessandro Romele | XDS Astana Team       | + 0       |